# Gornja Trnava
Gornja Trnava falu Horvátországban Bród-Szávamente megyében.

## Fekvése
Újgradiskától 3 km-re nyugatra fekszik, a városhoz tartozik.

## Története
Határában állott egykor Tornova (Szentiván) vára. A várat 1361-ben említik a vránai perjelség birtokaként. 1403-ban Maróti János megostromolta a lázadó Bebek Imre perjeltől, az ostromban valószínűleg elpusztult mivel többé nem említik. Templomának még a 18. században is megvoltak a romjai Gornja Trnava és Dragalic között. A trianoni békeszerződésig Pozsega vármegye Újgradiskai járásához tartozott.